# 4055 Magellan
4055 Magellan este un asteroid din grupul Amor, descoperit pe 24 februarie 1985 de Eleanor Helin.